# Губернатор Красноярского края
Губернатор Красноярского края — высшее должностное лицо Красноярского края. Губернатор возглавляет систему органов исполнительной власти края.

## Полномочия губернатора
Губернатор края избирается жителями края сроком на пять лет. Губернатором края может быть избран гражданин Российской Федерации, обладающий пассивным избирательным правом и достигший ко дню голосования 30 лет. Не может замещать должность более двух сроков подряд. Избранный губернатор края может быть отозван избирателями.
Церемония вступления в должность проходит в определенный Законодательным Собранием края день. Губернатор края вступает в должность в торжественной обстановке в присутствии депутатов Законодательного Собрания края, представителей органов местного самоуправления и общественности. На церемонии губернатор края произносит присягу: «Клянусь при осуществлении полномочий губернатора Красноярского края соблюдать Конституцию Российской Федерации, федеральные законы, Устав Красноярского края и законы Красноярского края, уважать и охранять права и свободы человека и гражданина, защищать интересы жителей Красноярского края, честно и добросовестно исполнять возложенные на меня обязанности, приложить все свои силы и знания на благо Красноярского края».
Губернатор края:
- представляет край в отношениях с федеральными органами государственной власти, органами государственной власти других субъектов РФ, органами местного самоуправления, а также при осуществлении внешнеэкономических связей, подписывает при этом договоры и соглашения от имени края;
- принимает решение о досрочном прекращении полномочий Законодательного Собрания края;
- обнародует либо отклоняет законы, принятые Законодательным Собранием края;
- осуществляет правовое регулирование по вопросам, отнесенным к его компетенции федеральными законами, Уставом и законами края;
- определяет структуру органов исполнительной власти края с учетом системы органов исполнительной власти края;
- формирует Правительство края, принимает решение об отставке Правительства края;
- формирует Администрацию Губернатора края;
- назначает на должность и освобождает от должности первых заместителей Губернатора края, заместителей Губернатора края, руководителей иных органов исполнительной власти края, а также иных должностных лиц;
- руководит органами исполнительной власти края, подчиненными Губернатору края в соответствии со структурой органов исполнительной власти края;
- вправе отменять правовые акты Правительства края, иных органов исполнительной власти края или приостанавливать их действие с указанием мотивов (обоснованием) принятого решения;
- вправе отзывать проект закона края, внесенный в Законодательное Собрание края Правительством края;
- принимает решение о наделении полномочиями члена Совета Федерации Федерального Собрания РФ — представителя от Правительства края;
- назначает половину членов Избирательной комиссии края с правом решающего голоса;
- назначает и отзывает представителей края при органах государственной власти РФ, в субъектах Российской Федерации, в иностранных государствах и при международных организациях после проведения консультаций с Законодательным Собранием края;
- представляет в Законодательное Собрание края ежегодный отчет о результатах деятельности Правительства края и возглавляемых Правительством края органов исполнительной власти края, в том числе по вопросам, поставленным Законодательным Собранием края;
- обращается в Конституционный Суд РФ от имени органов исполнительной власти края;
- вправе требовать созыва внеочередного заседания Законодательного Собрания края;
- представляет Законодательному Собранию края программы социально-экономического развития края и отчеты об их исполнении;
- награждает наградами и присваивает почетные звания края в соответствии с законом края;
- создает постоянные и временные комиссии, советы и другие консультативные и совещательные органы при Губернаторе края;
- использует согласительные процедуры для разрешения разногласий между органами государственной власти края, органами исполнительной власти края и органами местного самоуправления, партиями, движениями и иными общественными объединениями, предприятиями и иными организациями;
- принимает правовой акт об отрешении от должности главы муниципального образования или главы местной администрации, вносит в Законодательное Собрание края проект закона края о роспуске представительного органа муниципального образования;

Губернатор использует печать губернатора края с изображением герба края, а также иные официальные символы государственной власти. В случае, когда губернатор временно (в связи с болезнью или отпуском) не может исполнять свои обязанности, их исполняет первый заместитель губернатора края.
Если должность губернатора края оказывается вакантной, в том числе в случае досрочного прекращения полномочий или временного отстранения губернатора от должности, президент России назначает временно исполняющего обязанности губернатора края.

## История
31 декабря 1991 года Аркадий Вепрев был назначен первым главой администрации Красноярского края. Вепрев не приветствовал приватизацию, на него оказывалось серьезное давление со стороны многих структур и 21 января 1993 года он подал в отставку.
После ухода Вепрев рекомендовал Валерия Зубова в качестве своего преемника. Несколько месяцев Зубов исполнял обязанности главы администрации края. В апреле 1993 года избран губернатором Красноярского края.
17 мая 1998 года Зубов проиграл губернаторские выборы генералу Александру Лебедю, который получил во втором туре голосования около 60 % голосов. 5 июня 1998 года вступил в должность.
28 апреля 2002 г. Лебедь погиб в результате авиационной катастрофы вертолета Ми-8 в Ермаковском районе Красноярского края. С 28 апреля по 3 октября 2002 года обязанности главы администрации Красноярского края до избрания нового губернатора исполнял Николай Ашлапов.
На осень были назначены внеочередные выборы на пост главы Красноярского края. Губернатор Таймырского (Долгано-Ненецкого) автономного округа Александр Хлопонин выдвинул свою кандидатуру. Досрочные выборы губернатора Красноярского края отличались беспрецедентной мобилизацией ресурсов основных кандидатов, жёстким противостоянием и разгулом «чёрных избирательных технологий». 8 сентября в первом туре выборов Хлопонин занял второе место, набрав 25,2 % голосов избирателей, и вышел во второй тур вместе с председателем Законодательного собрания края Александром Уссом (27,6 %). 22 сентября во втором туре Хлопонин одержал победу на выборах, набрав более 48 % голосов избирателей против 42 % у Усса. Избирательная комиссия Красноярского края два раза признавала выборы недействительными, но первый раз её решение было отменено судом, второй раз — Центральной избирательной комиссией Российской Федерации, после чего президент России В. Путин, не дожидаясь вступления Александра Хлопонина в должность губернатора края, назначил его исполняющим обязанности губернатора. Инаугурация состоялась 17 октября 2002 г.
Идея объединения Красноярского края и входящих в его состав Таймырского (Долгано-Ненецкого) и Эвенкийского автономных округов обсуждалась ещё при губернаторе А. И. Лебеде, но тогда из-за разногласий в руководстве края и автономных округов эта идея оказалась неосуществимой. Ситуация изменилась после избрания губернатором А. Г. Хлопонина, который, будучи до этого губернатором Таймырского АО, критиковал идею объединения, но затем стал её сторонником. В 2004 году органы государственной власти края и обоих автономных округов обратились к президенту России с предложением об объединении всех трёх регионов и образовании нового субъекта Российской Федерации с сохранением прежнего названия — Красноярский край.
17 апреля 2005 проведены референдумы Красноярского края, Таймырского (Долгано-Ненецкого) и Эвенкийского автономных округов по объединению регионов. По результатам референдума за объединение в Красноярском крае проголосовали 92,44 % от числа принявших участие, в Таймырском (Долгано-Ненецком) автономном округе — 69,95 %, в Эвенкийском автономном округе — 79,87 %.
Новый субъект Российской Федерации — Красноярский край — был образован 1 января 2007 года, при этом существующий Красноярский край и оба автономных округа прекращают существование, а в границах бывших автономных округов создаются административно-территориальные единицы с особым статусом. В соответствии с законом, не позднее чем через 35 дней со дня формирования Законодательного собрания президент России должен внести кандидатуру нового губернатора края. В мае 2007 года депутаты Законодательного собрания Красноярского края приняли обращение к президенту страны Владимиру Путину с просьбой переназначить на должность губернатора действующего руководителя региона Александра Хлопонина.
19 января 2010 года решением президента России Дмитрия Медведева Хлопонин назначен на должность вице-премьера и полпреда президента в Северо-Кавказском федеральном округе. 8 февраля на рассмотрение в Законодательное собрание Красноярского края внесена кандидатура Льва Кузнецова для наделения его полномочиями главы региона. 17 февраля утвержден в должности губернатора края и официально вступил в должность.
12 мая 2014 года Лев Кузнецов был назначен главой созданного Министерства Российской Федерации по делам Северного Кавказа. Исполняющим обязанности губернатора Красноярского края назначен Виктор Толоконский. 14 сентября 2014 года Толоконский победил на выборах губернатора, набрав 63,28 % голосов. 27 сентября 2017 года подал в отставку.

## Список губернаторов Красноярского края
- Вепрев, Аркадий Филимонович (29 декабря 1991 года — 27 января 1993 года)
- Зубов, Валерий Михайлович (28 января 1993 года — 5 июня 1998 года)
- Лебедь, Александр Иванович (5 июня 1998 года — 28 апреля 2002 года)
- Ашлапов, Николай Иванович (28 апреля — 3 октября 2002 года, и. о.)
- Хлопонин, Александр Геннадиевич (3 октября 2002 года — 19 января 2010 года)
- Акбулатов, Эдхам Шукриевич (19 января — 17 февраля 2010 года, и. о.)
- Кузнецов, Лев Владимирович (17 февраля 2010 года — 12 мая 2014 года)
- Толоконский, Виктор Александрович (12 мая 2014 года — 29 сентября 2017 года)
- Усс, Александр Викторович (29 сентября 2017 года — 20 апреля 2023 года)
- Котюков, Михаил Михайлович (с 19 сентября 2023 года)